# Florida Cup de 2023
A Florida Cup de 2023, ou Torneio da Flórida de 2023, foi a nona edição do torneio amistoso Florida Cup disputado na Florida, disputado entre julho e agosto.

## Participantes e regulamento
A competição foi disputada em três partidas, duas delas de exibição e um confronto valendo o título de campeão do torneio. O primeiro jogo, parte da FC Series 2023, entre o Chelsea, da Inglaterra, e o Wrexham, do País de Gales. Já o segundo confronto fez parte da inédita Premier League Summer Series, disputado entre os ingleses Aston Villa e Fulham. Por fim, houve um duelo amistoso entre Juventus, da Itália, e Real Madrid, da Espanha, encerrando a competição.
| País        | Clube       | Cidade     | Confederação | Liga           |
| ----------- | ----------- | ---------- | ------------ | -------------- |
| Reino Unido | Chelsea     | Londres    | UEFA         | Premier League |
| Reino Unido | Aston Villa | Birmingham | UEFA         | Premier League |
| Reino Unido | Fulham      | Londres    | UEFA         | Premier League |
| Reino Unido | Wrexham     | Wrexham    | UEFA         | EFL League Two |
| Itália      | Juventus    | Turim      | UEFA         | Serie A        |
| Espanha     | Real Madrid | Madrid     | UEFA         | La Liga        |

## Jogos
| 19 de julho   | Chelsea                                                       | 5 – 0 | Wrexham | Kenan Memorial Stadium, Chapel Hill             |
| 19:30 (UTC−4) | Maatsen 3', 42' · Gallagher 80' · Nkunku 90' · Chilwell 90+3' |       |         | Público: 50 596 Árbitro: USA Marcos de Oliveira |

| 26 de julho   | Fulham | 0 – 2 | Aston Villa               | Exploria Stadium, Orlando                 |
| 19:00 (UTC−4) |        |       | 40' Philogene · 73' Diaby | Público: 16 134 Árbitro: ENG Robert Jones |

| 2 de agosto   | Juventus                            | 3 – 1 | Real Madrid         | Camping World Stadium, Orlando             |
| 19:30 (UTC−4) | Kean 1' · Weah 20' · Vlahović 90+5' |       | 38' Vinícius Júnior | Público: 63 503 Árbitro: USA Ismail Elfath |